# Museo Histórico de Londrina
El Museo Histórico de Londrina Padre Carlos Weiss es un edificio supletorio de la Universidad Estatal de Londrina (UEL). Su sede actual, el edificio de la segunda estación ferroviaria de la ciudad, se localiza en el centro de la ciudad de Londrina, Paraná
.

## Historia
El Museo Histórico de Londrina Padre Carlos Weiss fue inaugurado el 18 de septiembre de 1970, en la antigua Facultad de Filosofía, Ciencias y Letras de Londrina. A partir de 1974, el museo fue unido a la UEL como edificio adicional, estando vinculado al Centro de Letras y Ciencias Humanas de la universidad.
El 10 de diciembre de 1986 el museo pasó a ocupar el edificio que en otra época pertenecía a la segunda estación ferroviaria de Londrina, cedido por la Prefectura. El edificio del hoy Museo Histórico presenta líneas arquitectónicas característicamente eclécticas.

## Datos técnicos
El museo posee 4 sectores:
- Sector de Imagen y Sonido
- Sector de Objetos
- Sector de Biblioteca y Documentación (1.500 títulos)
- Sector de Exposiciones (Permanente y Temporária)

## Panorámica

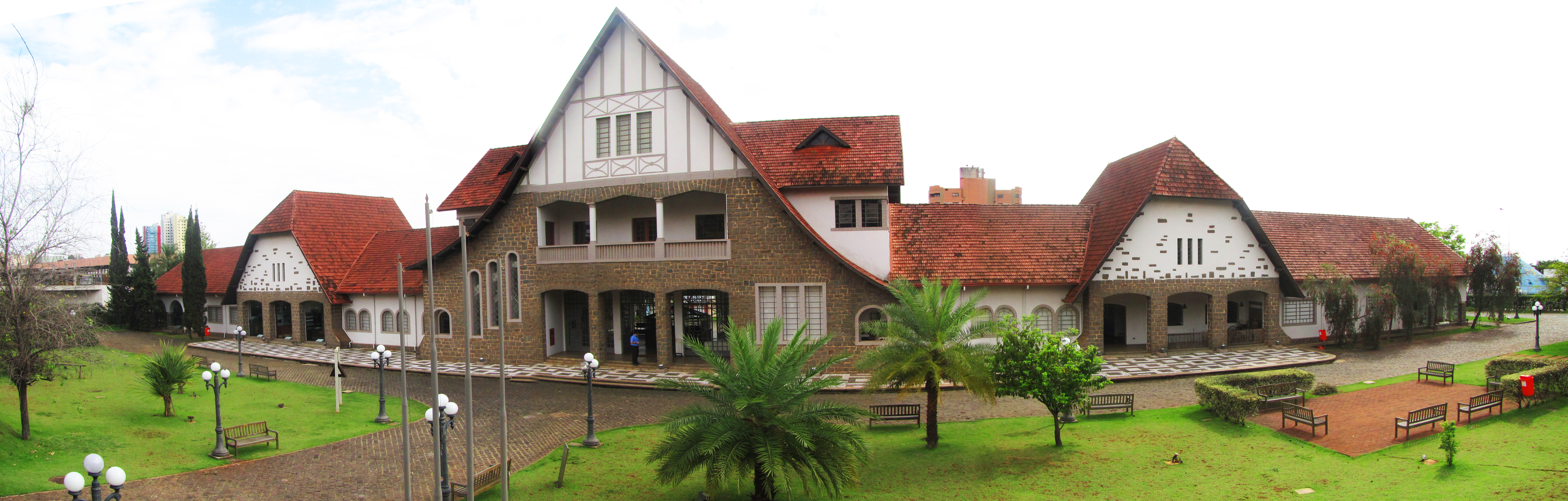
Panorámica del Museo Histórico de Londrina.

- Datos: Q10333509
- Multimedia: Museu Histórico de Londrina / Q10333509